# Dennis Shepherd
Dennis Shepherd (Johannesburg, 11 ottobre 1926 – Johannesburg, 12 giugno 2006) è stato un pugile sudafricano.

## Palmarès

### Olimpiadi
- Argento a Londra 1948 nei pesi piuma.